# Lucinia cadma
Lucinia cadma är en fjärilsart som beskrevs av Dru Drury 1773. Lucinia cadma ingår i släktet Lucinia och familjen praktfjärilar. Inga underarter finns listade i Catalogue of Life.

## Bildgalleri

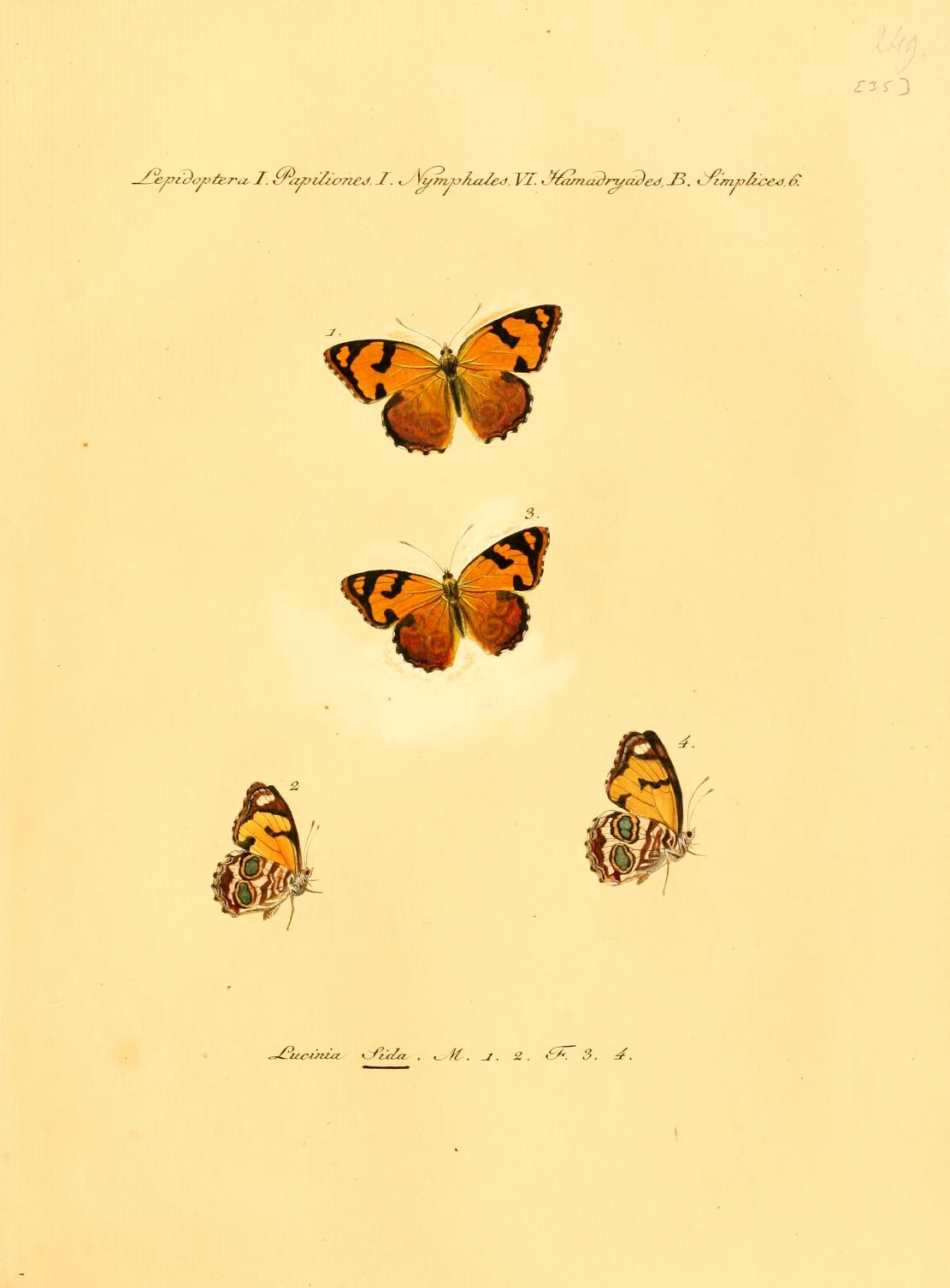